# 小柳芦太郎
小柳 芦太郎（こやなぎ あしたろう、1878年7月1日 - 1946年4月20日）は、現在の富山県砺波市出身で高砂部屋に所属した力士。本名は安ヶ川 芳太郎。164cm、110kg。最高位は西前頭2枚目。

## 経歴
1898年1月初土俵、1903年十両昇進。この頃は将来の力士と期待されたが、立合いが悪い力士だった。1905年1月入幕を果たし、2枚目まで進んだが病を得て十両に陥落。1911年2月限りで廃業。その後は輪島に住み、相撲指導行脚をした。

## 成績
- 幕内12場所34勝41敗33休12分預

## 改名
立岩→小柳